# أستراليا المفتوحة 1977 (ديسمبر)
هنا قائمة ببطولات أستراليا المفتوحة لسنة 1977 (في شهر ديسمبر):

## الكبار

### فردي رجال
فيتاس غيروالايتيس () هزم جون لويد (), 6-3, 7-6, 5-7, 3-6, 6-2

### فردي سيدات
إيفون غولاغونغ () هزم هيلين غورلاي كاولي (), 6-3, 6-0